# Patricio Moreno Toro
Patricio Salvador Moreno Toro, también conocido como Patricio Toro o Toro, (Santiago de Chile, 21 de diciembre de 1943) es un pintor de nacionalidad chilena y estadounidense, alumno de los pintores Josep Guinovart y Roberto Matta Echaurren, poseedor de una carrera artística internacional de más de medio siglo, creador de obras expresionistas abstractas en mega-formato usando óleo sobre tela y técnicas mixtas sobre papel, tela y materiales plásticos. Ha representado a Chile y los Estados Unidos en certámenes de arte mundiales.

## Biografía
Hijo de Salvador Moreno García, exdiplomático de nacionalidad guatemalteca avecindado en Chile, y de Ofelia Toro Freyhofer, empresaria turística chilena, su vocación por el arte se le manifestó precozmente en la adolescencia: sin instrucción técnica alguna, con facilidad lograba crear, con manchas de acuarela, sus propios paisajes de campo y costa.

### El inicio
A los 19 años, en 1962, expuso sus paisajes por primera vez individualmente en la exclusiva Sala de Arte de “El Diario Ilustrado”, de Santiago.Fue el inicio de su dilatada carrera. En 1963 lo invitó a exhibir su trabajo pictórico la Galería de Arte Taller 13, 
“El Mercurio”, se vio ratificado en esos mismos días cuando las autoridades del Museo Nacional de Bellas Artes de Chile y el Instituto de Extensión de Artes Plásticas de la Universidad de Chile, entidades organizadoras del LXXIV Salón Oficial de Bellas Artes, una exposición histórica y la de mayor categoría de su país, eligieron tres de sus obras para ser exhibidas en dicha muestra realizada entre noviembre y diciembre de 1963 en la cual compartió con seis promisorios jóvenes artistas que, a futuro, recibirían el Premio Nacional de Arte: Juan Egenau, Sergio Castillo Mandiola, Federico Assler, José Balmes y Roser Bru.

### Viaje a Europa
Atraído por las tendencias vanguardistas en la pintura y el deseo de conocerlas y acercarse a ellas, decidió viajar y radicarse en Europa. En barco llegó a Barcelona y por contactos de la colonia chilena residente conoció al pintor Josep Guinovart i Bertran, cuando este ya evolucionaba a la expresión abstracta. El artista -y su familia- lo acogió, le brindó hospedaje y, en su taller, conocimientos y orientación pictórica. Luego se trasladó a París donde, al cabo de sufrir algunas precariedades, fue presentado al pintor Roberto Matta Echaurren, cuya fama como representante del surrealismo ya trascendía los continentes, convirtiéndose en su alumno, asistente y amigo, como también de su hijo John Sebastian, el más desconocido de sus descendientes. El propio Matta le orientó y le ayudó a vender su producción pictórica en la capital francesa, lo introdujo en los principios del automatismo psíquico, le presentó al pintor surrealista franco-alemán Max Ernst y lo guio en la percepción de las ideas del filósofo y teórico del surrealismo, André Bretón, al cual tuvo ocasión de conocer antes de su fallecimiento.

### Definición artística
Con los recursos económicos obtenidos en París y valiéndose de su facilidad para aprender idiomas continuó su peregrinar a Hamburgo y Roma, donde subsistió con la venta de acuarelas y como extra en películas para luego establecerse primero en Stråssa y luego en Nora, ambos pequeños poblados de Suecia. La bucólica tranquilidad brindada por tales localidades le permitió dedicarse en plenitud a pintar utilizando óleo sobre tela y técnicas mixtas.
Entre 1968 y 1970 cimenta en el país nórdico su carrera y definición artística con los primeros rasgos de expresionismo figurativo en formato mayor, expresados principalmente en óleo, que conservará hasta alcanzar más tarde una propuesta propia expresionista abstracta. 
Durante agosto de 1970, mientras preparaba una exposición individual para la Galería Engelbrekt, de Orebro, fue sorprendido por el fallecimiento de su madre en Santiago. Ante el inesperado hecho, organiza sus proyectos pendientes y retorna a Chile. Su inesperado viaje a Chile y la necesidad de resolver situaciones familiares derivadas del fallecimiento de su madre lo retienen en Santiago y le impedirán concurrir en Suecia a la apertura de la exposición individual de sus obras en el Aguélimuséet de la localidad de Sala, que se desarrolló entre  octubre y noviembre de ese mismo año 1970.

### Regreso a Chile
Al retornar a su país reanuda los nexos con los círculos artísticos y a inicios de 1971 se relaciona con Nemesio Antúnez, director del Museo Nacional de Bellas Artes a quien le muestra su trabajo pictórico. Este selecciona tres cuadros para representar oficialmente a Chile en el III Festival Internacional de Pintura Chateau-Musée Cagnes-sur-Mer, Francia, que se realiza en el mes de marzo y, además, lo invita a exhibir individualmente sus óleos en la institución. Esta muestra se realizará entre el 2 y el 23 de mayo de ese año. 
Con posterioridad a la exhibición un mecenas anónimo adquirió la obra titulada “Teknos”  y la donó al Museo para integrarla a sus colecciones como aporte al patrimonio artístico del país.

### España, Sudáfrica e Israel
A fines de 1972 regresa a Nora, Suecia. Su última exposición individual la hará en el país nórdico entre el 9 de febrero y el 3 de marzo de 1974 en el Örebro läns Museum que adquirió una de sus pinturas para integrarla a las colecciones de la institución. Luego viaja y se radica primero en Barcelona, donde exhibe en la prestigiada Sala Gaspar y, un año después, en Sitges. Mientras preparaba a mitad del año 1976 una exposición para la Galería D'Alaro de la ciudad, se reencuentra con Nemesio Antúnez, a la sazón autoexiliado en España luego del Golpe de Estado en Chile de 1973, quien le presenta al escritor José Donoso. Este, que vivía desde 1971 con su familia en Calaceite, cercano a Sitges, luego de visitarlo en su taller y observar los cuadros que serían exhibidos le ofreció hacer la presentación. Escribió entonces:

Moreno Toro propone la Weltanschauung de este fin de siglo que se acelera, entre el dolor humano y el padecer del cosmos, entre la esperanza escéptica y la ternura destructiva. Porque esta obra que es el arte de hoy, la pintura que deviene clásica hacia el siglo XXI, ha inventado su lenguaje, ha encontrado el pasaje hacia una nueva significación: está naciendo una nueva conceptualización, un testimonio más de la capacidad sorprendente del cambio en la experiencia humana. Y ante estas pinturas nada permanece neutral: aquí tenéis fundido el mundo eterno bajo una constelación de materias trastornadas, circularidad y retorno, líneas repetidas, figuras que en el fondo irreal pugnan por redescubrir contornos humanos, cataclismos urbanos bajo destellos de soles presentidos y un esperpento atómico irradiando lluvias de ceniza…pero también radiante amanecer, cielo total - y los cielos de Moreno Toro son ya el cielo -, el anuncio quizá de un nuevo día≫.

Su espíritu inquieto y la necesidad de enfrentar nuevos desafíos le llevan a abandonar Sitges a fines de 1976 e iniciar un periplo que incluirá breves residencias en Oxford y Ciudad del Cabo. En este último destino busca conocer directamente el apartheid, por entonces un sistema de segregación racial imperante en Sudáfrica, tema que abordará a futuro en su obra. Imbuido con la temática social e invitado por la Asociación Sudafricana de Arte expone sus pinturas durante tres semanas. Pero un mes después, sorpresivamente, las autoridades lo escoltan a un avión solo con pasaje de ida por estar involucrado en actividades anti-apartheid. Viaja a Jaffa. Aquí tiene la oportunidad de conocer a la escultora, diseñadora y mecenas israelita Ilana Goor, quien recomienda sus pinturas al Museo de Ciencia e Industria de Los Ángeles, California, que lo invita a exponer en 1978. La muestra se inaugura el 22 de mayo de ese año.  Es el inicio de su carrera en suelo norteamericano.

### Estados Unidos
Decidido a abrirse paso en territorio estadounidense, en una primera etapa se radica en Los Ángeles. Aquí conoce al artista Chris Burden con quien  colabora en algunas de sus performances. Paralelamente, se involucra de manera ocasional en el mundo de la moda invitado por la diseñadora Constance Rivemale.
En octubre de 1981 expone con Burden. El escenario es Los Ángeles Museum of Art. Exhibe las primeras pinturas creadas en territorio norteamericano donde reinicia una fructífera carrera que continuará en  Oakland hasta donde se traslada. Ahí seguirá creando en gran formato, mediano y pequeño, utilizando técnicas mixtas.
Al inicio de 1983 conoce a la artista afroamericana Mary Lovelace O’Neal, profesora de arte en la Universidad de California Berkeley, con quien se asociará artísticamente. Ambos separados de sus anteriores cónyuges contraen matrimonio el año 1990. También establece amistad con el pintor y escultor Oliver Lee Jackson. Este le cede su estudio/taller mientras viaja por Italia y le designa como reemplazante por un semestre en su cátedra de la Universidad de California Sacramento. Ambos se constituirán en sus guías e introductores en el medio artístico estadounidense.
En esos días de adaptación a su nuevo ámbito, la periodista y escritora Alyce Miller luego de entrevistarlo para el “Berkeley Daily Gazette” escribió:

Dado que sus pinturas son de enormes tamaños él trabaja en el piso. De esa forma puede ver la composición más nítidamente cuando está por comenzar. Por años se preparó dibujando y boceteando durante sus viajes. Dice: ‘Es indispensable saber dibujar Si se quiere interpretar a Beethoven es necesario saber de escalas. Se debe tener un conocimiento básico de lo que se está por plasmar. Para mí una pintura es buena cuando se advierte que algo nuevo  está emergiendo. Pero cuando una obra en desarrollo abandona el diálogo conmigo, entonces ya deja de tener validez’. Y de Marcel Duchamp señala: ‘me identifico con su concepto. Él dijo todo lo que tenía que decir en 10 obras de arte. No estoy abismado de su técnica sino de su poder de innovación durante el tiempo en que él vivió≫.

Durante los siguientes años de la década de 1980 será parte en diversas exposiciones, principalmente colectivas, organizadas por salas de arte del extenso Estado de California, donde exhibe su propuesta pictórica abstracto-expresionista antes de iniciar sus presentaciones individuales que, desde mediados de enero de 1989, lo hace con la doble nacionalidad norteamericana -que le es otorgada- y chilena, que conserva. También pintará algunos paisajes urbanos con un sorprendente realismo, en apariencia ajeno a su manifiesta tendencia, pero que da cuenta de su adaptabilidad a diversos estilos. 
A finales de los años 1980 participa en la exposición colectiva Mano a Mano: Abstracción/Figuración, 16 pintores mexicano-americanos y latinoamericanos del Área de la Bahía de San Francisco. La muestra, cuyo título se refiere a una suerte de cara a cara entre ambas tendencias pictóricas, se presenta en 1988 en el Museo de Arte del condado de Santa Cruz y en la Galería Mary Porter Sesnon Gallery de la Universidad de California Santa Cruz;  luego, lo hará en el Museo de Arte Moderno, de Santa Ana, California; y, finalmente en el Museo de Oakland en 1989. 
Por segunda vez regresa a Chile en 1991 para presentarse junto a su esposa Mary Lovelace O’Neal y otros artistas en el Museo Nacional de Bellas Artes durante noviembre y diciembre. Aquí se reencuentra nuevamente con Nemesio Antúnez, a la fecha rehabilitado en el cargo de director de esa institución. La muestra se denomina 17 artistas Latino y Afroamericanos en USA.
En los años 1990 la aceptación en el medio artístico estadounidense de su pintura abstracto-expresionista y de su megaformato de óleo sobre papel o tela, algunos de hasta 4 metros de alto por 10 de largo, se hace evidente al recibir la acogida de sus pares norteamericanos y de origen o nacionalidad latinoamericana. En tal contexto, entre otras presentaciones, expone individualmente: en la exclusiva Wilmer Jennings Gallery (1992) en Manhattan, Nueva York y luego en el Instituto Chileno Norteamericano (1992),  que lo invita a exhibir en Santiago. También es nominado, junto a otros pintores norteamericanos, para representar a los Estados Unidos en las versiones tercera (1994) y cuarta (1997) de la Trienal Mundial de Pinturas de Pequeño Formato, en Chamalieres, Auvernia, Francia; y, es invitado a integrar, con otros representantes de nacionalidades y razas,  la muestra colectiva “Diversity”, exhibida primero entre abril y mayo de 1997, en la Hugo de Pagano Gallery de Nueva York y en junio en la Bomani Gallery  de San Francisco. La propuesta de la exposición es destacar, a través del arte, la condición cosmopolita de la primera ciudad y la multietnicidad cultural de la segunda. El curador, Peter Selz, profesor emérito de Historia del Arte de la Universidad de California Berkeley y uno de los directores fundadores del Berkeley Art Museum, presenta su pintura escribiendo:

Sus grandes lienzos de la serie “Terra Nostra” fueron pintados en el piso del estudio con trapos, esponjas, rodillos y las manos. Si bien realizados con la espontaneidad casi visceral y sin ideas preconcebidas, tienen estructura narrativa por debajo de su apariencia caótica.

Significativo en su carrera es haber sido seleccionado, junto a su esposa, como los dos únicos pintores con cuyas obras la ciudad de Oakland y el Estado de California celebraron a inicios de 2001 un convenio de asociación para el fomento de actividades artísticas. Así, el 25 de enero el entonces alcalde californiano, Jerry Brown, inauguró la exposición Dialogue, de ambos artistas.

### Crisis de salud
Su ascendente carrera se ve interrumpida entre los años 2005 y 2009 cuando enfrenta una crisis de salud: los médicos californianos le detectan un agresivo cáncer. Luego de ordenar sus compromisos pictóricos decide volver a Chile y se somete a tratamiento en el Hospital Clínico de la Universidad Católica, y aunque posee un apartamento en Santiago, herencia materna, prefiere pasar su convalecencia y recuperación en el estudio/taller que, a orillas del mar, posee en Concón, adquirido durante sus viajes al país y donde continuará pintando. Con alguna intermitencia visitará a Oakland. En estos años crea Malabaristas una controvertida serie de pinturas y collages a través de las cuales recrea el mundo de la sexualidad a partir de una exploración temática de la misma.
En un viaje a San Francisco en 2010, contribuye con sus pinturas a una exhibición colectiva, realizada entre el 4 de junio y el 31 de julio, inserta en el contexto del proyecto artístico Rehistoricizing, que incluyó también un simposio académico, y cuyo propósito fue valorar la obra de artistas de color segregados en galerías e instituciones entre los años 1950 y 1960, en San Francisco Bahía. Aprovechando una entrevista, en idioma inglés, realizada durante la misma muestra y difundida por redes sociales, expresa con certeza y realismo su pensamiento y narra sus experiencias.
Restablecida su salud, luego de algunos episodios de recaída y mientras permanecía en reposo de regreso a Oakland en 2012, una de sus obras titulada Sud África, un monotipo de 50 x 66 cm pintado en 1988, propiedad de la colección permanente de la Kenkeleba House, fue escogida y prestada en Nueva York para su exhibición en We Are You Project International, exposición itinerante organizada  por el Instituto de Derechos humanos de la Universidad de Kean, New Jersey. El proyecto, iniciado en 2005, tiene por propósito crear, a través del arte, conciencia de las condiciones socioculturales, políticas y económicas del mundo latinoamericano tanto al interior de los Estados Unidos como en el exterior, incluyendo el tema de la inmigración y el ascenso del fenómeno de la transculturación en Norteamérica con la presencia latinoamericana. 
Pintando a plenitud luego de superar su enfermedad, reinicia actividades y en marzo de 2013 presenta su obra, junto a otros tres artistas, en la Galería Ambos de Puerto Vallarta, México; durante agosto expone por segunda vez en la muestra colectiva itinerante We Are You Project International realizada en la Joyce Gordon Gallery, de Oakland, California; luego lo hace individualmente con sus mega pinturas en octubre bajo el título Vorágines  en la exclusiva Vorres Gallery, de San Francisco; y culmina  en diciembre con la muestra Resurrección en la Galería Estudio H. Salanova, de San Francisco de México. El mismo año es seleccionada la postulación y exhibición de sus obras por los curadores del International Contemporary Artist, una publicación y referente mundial de artes visuales, considerado como vitrina planetaria destinada a la promoción/comercialización de obras producidas por creadores de diversas nacionalidades.
El 2014 lo declara como su año sabático, mientras se exhiben sus pinturas en muestras itinerantes. Viaja a Europa y luego a Chile. Al reiniciar su actividad el 2015 en Oakland, acepta la invitación y expone en la Artexpo de Nueva York. Y cierra el año con la presentación de una de sus pinturas de la Serie Claustrofobias Solemnes en una nueva muestra colectiva organizada por la entidad We Are You Projet International en el Instituto de Derechos Humanos de la Universidad de Kean, en Nueva Jersey, Estados Unidos.

### Mérida, Viña del Mar y La Habana
Sin alterar su constante trabajo pictórico y manteniendo su propia mirada acerca del arte expresada en sus obras, a comienzos de 2016 cambió su residencia de Oakland a Mérida, México. El ambiente hospitalario de la histórica ciudad le será propicio para continuar su producción creativa de nuevas series de pinturas que constituirán sus siguientes exposiciones. En junio viajó a Chile invitado por la Corporación Cultural del balneario costanero Viña del Mar. Expuso durante un mes la muestra titulada La impermanencia del todo. 
De regreso a Mérida acepta la convocatoria que le formula el prestigioso Museo Fernando García Ponce - MACAY. Su exposición se integra al programa organizado por las autoridades ante la honorífica nominación de la ciudad, por segunda vez, como Capital Americana de la Cultura 2017. Así, entre enero y marzo presentó la serie “Migraciones forzadas”. Sobre su obra el psicólogo y crítico de arte, Ricardo Javier Martínez Sánchez.